# Rusko (województwo zachodniopomorskie)
Rusko (do 1945 niem. Rußhagen) – wieś w Polsce położona w województwie zachodniopomorskim, w powiecie sławieńskim, w gminie Darłowo przy drodze krajowej nr 37. 
Według danych z 28 września 2009 roku wieś miała 238 stałych mieszkańców.
W latach 1975–1998 miejscowość położona była w województwie koszalińskim.
W Rusku znajduje się cmentarz żydowski z XIX w. 
Funkcjonuje tu przedsiębiorstwo zajmujące się przetwórstwem ryb.
We wsi gra drużyna piłkarska LZS "Zieloni" Rusko w B-klasie grupa Koszalin I.